# Flugplatz Wiener Neustadt/Ost

i7
i11
i13
Der Zivilflugplatz Flugplatz Wiener Neustadt/Ost (ICAO-Code: LOAN) liegt im Nordosten von Wiener Neustadt in Niederösterreich. Betreiber des Flugplatzes ist der Flugzeughersteller Diamond Aircraft. Der Flugplatz besitzt eine Asphaltpiste mit 1067 Metern Länge. Er ist Standort verschiedener Flugvereine und -schulen. 
Es handelt sich um einen unkontrollierten Flugplatz, bei dem An- und Abflüge nur unter Sichtflugbedingungen möglich sind. Es existiert jedoch ein sogenanntes „Cloud-Breaking-Verfahren“, bei dem ein Instrumentenanflug bis zu einer Höhe von ca. 420 m über dem Boden möglich ist. Die üblichen Betriebszeiten sind von 9:00 lokale Zeit bis ECET, längstens bis 22:00 lokale Zeit. Ausnahmen davon sind mit vorheriger Genehmigung des Flugplatzbetriebsleiters möglich. Inoffiziell eingebürgert hat sich der Mittwoch als Nachtflug-Tag.
Dem Flugplatz ist das Flugmuseum Aviaticum angeschlossen, das in vielen Schauobjekten einen Überblick über die österreichische Fluggeschichte gibt.
Das an den Flugplatz Wiener Neustadt/Ost angrenzende Gelände der Civitas Nova wird auch für Freiluftkonzerte genutzt.
Außerdem ist die Firma Schiebel hier beheimatet. 
Der Flugplatz ist auch seit 1984 einer der Standorte des Christophorus Flugrettungsvereines mit den beiden Hubschraubern Christophorus 3 und Christophorus 33 ITH. Dieser ist aber als eigener Flugplatz mit der Kennung LOAW geführt. Auch ein eigenes Anflugverfahren ist hier installiert.

## Vorfall
- Ein Helikopter Bell 429 des Unternehmers Hans Peter Haselsteiner, verunfallte am 21. November 2021 kurz vor 17.00 Uhr, beim Landeversuch bei Dunkelheit und Nebel durch Absturz und Brand am Flugplatz. Der einzige Insasse, der 50-jährige Pilot, kam ums Leben.[2][3]